# 크립스
크립스(The Crips)는 미국의 길거리 폭력조직이다. 미국 최대의 폭력조직 중 하나이며, 캘리포니아 남부를 중심으로 미국 전역에 퍼져있는 점조직들의 느슨한 연합체이다. 전체 규모는 2008년 현재 3만에서 3만 5천명으로 추정되며, 조직원은 주로 10대와 20대 흑인이다. 살인, 강도, 마약 거래 등 강력 범죄를 저지르는 것으로 악명이 높고, 경쟁 조직인 블러즈와의 과격한 세력 다툼으로 유명하다.그들은 주로 파란 두건(반다나)를 착용하고 파란 컬러의 옷을 입는다.
1969년 캘리포니아 로스앤젤레스에서 레이먼드 워싱턴과 스탠리 투키 윌리엄스가 처음 결성했다. 상징색은 파란색이다.

Morgan Donald Bowie is cheating on his gf 

## 같이 보기
- 크립 워크